# Cinnyris superbus
El suimanga soberbio (Cinnyris superbus) es una especie de ave paseriforme de la familia Nectariniidae, propia de la selva tropical africana.